# N24 Doku

HD-Logo

N24 Doku ist ein privater Fernsehsender des Unternehmens WeltN24. Der Sender ist ein Timeshift-Ableger des Nachrichtensenders Welt, der am 17. September 2016 seinen Betrieb aufnahm. Der Sender konzentriert sich vollständig auf Dokumentarfilme und Reportagen und ist im frei empfangbaren Fernsehen (Free-TV) zu sehen.

## Programm
Die Nachrichtensendungen, die im Programmfenster von Welt vormittags laufen, wurden vom 22. August 2021 bis zum 31. Dezember 2022 durch Bild TV übernommen. Danach wurde das Programm von Welt um eine Stunde zeitversetzt gesendet. Das bei Welt übliche Laufband mit Nachrichten und Eilmeldungen wird ausgeblendet. Seit dem 1. Januar 2023 wird das Programm von Bild TV vormittags nicht mehr gesendet.

## Empfang
- Über Satellit ist der Sender in herkömmlicher SD-Qualität (576i) über die Frequenz 12461 MHz horizontal (Symbolrate SR 27500, Fehlerkorrektur FEC 3/4, DVB-S, Modulation QSPK) verfügbar. Am 11. Juli 2016 wurde der Sender erstmals über Astra (19,2° Ost) aufgeschaltet.[4]
- Über Kabel ist N24 Doku bei Vodafone, Unitymedia, Telecolumbus, wilhelm.tel und MDCC Magdeburg-City-Com vertreten.
- Über IPTV ist der Sender bei Telekom Entertain[5], Vodafone (seit 22. bzw. 20. September 2016), Zattoo TV sowie den IPTV-Produkten von EWE TEL, NetCologne und M-net empfangbar.
- Mittels DVB-T2 HD über Freenet TV connect
- Der Sender wurde in HD-Qualität (1080i) am 8. April 2019 bei Magenta TV Smart[6] und Vodafone aufgeschaltet. Bei Vodafone ist die HD-Verbreitung von N24 Doku inzwischen wieder eingestellt worden.

## N24 Doku Austria
Ab 27. April 2012 war über die SES-Astra-Satellitenplattform ein Hinweis auf eine österreichische Programmversion von N24 zu sehen (Transponder 3, 11,244 GHz horizontal, SR 22.000, FEC 5/6). Über den Start des Senders ist nichts an die Presse verlautet worden. Wenige Tage später wurde der Sender wieder abgeschaltet. Am 16. Juli 2012 wurde die Senderkennung N24 HD Austria aufgeschaltet.
Am 2. April 2016 nahm N24 Austria das Senden über Astra 19,2° auf. Am 18. Januar 2018 wurde der Sender durch N24 Doku Austria ersetzt. Zum 1. Februar 2021 wurde der Sender eingestellt.

## Trivia
N24 Doku ist der erste reine Doku-Sender in Deutschland. Im selben Zeitraum startete auch der Sender kabel eins Doku vom ehemaligen Mutterkonzern ProSiebenSat.1 Media SE, welcher ebenfalls auf Dokumentarfilme und Reportagen spezialisiert ist und den Titel für sich beanspruchen wollte.
Im Gegensatz zu Welt bleibt der Beiname N24 auch nach 2018 behalten. Der ehemalige Welt-Geschäftsführer Torsten Rossmann begründete dies mit der besseren Orientierung, aus Gründen der Unterscheidbarkeit zu Welt und damit, dass N24 Doku noch ein sehr junger Sender sei.